# Первая битва за Газу
Первая битва в секторе Газа — сражение, состоявшееся 26 марта 1917 года, во время первой попытки Египетской экспедиционной армии вторгнуться на юг Палестины, относившейся в то время к Османской империи. Произошла во время Синайской и Палестинской кампании Первой мировой войны; бои проходили в и вокруг города Газа на побережье Средиземного моря, когда пехота и конные части атаковали город. Поздно вечером британские силы, уже находившиеся на пороге захвата Газы, были выведены из города из-за опасений по поводу приближающейся темноты и большого оттоманского подкрепления. За этим поражением последовало, несколько недель спустя, ещё более решительным поражение британцев во Второй битве за Газу, в апреле 1917 года.

## История
В августе 1916 года победа Египетской экспедиционной армии у Романи сделала невозможными наземные атаки на Суэцкий канал, которому в феврале 1915 года впервые стали угрожать удары со стороны Османской армии. В декабре 1916 года вновь победа в битве при Магхабе обеспечила безопасность средиземноморского порта Эль-Ариш, а также маршрута снабжения, водопровода и железной дороги через Синайский полуостров. В январе 1917 года победа в битве при Рафе завершила захват Синайского полуострова и создала возможность для удара британских сил на сектора Газа.
Два месяца спустя, в марте 1917 года, сектор Газа был атакован пехотой 52-й дивизии, усиленной дополнительной бригадой. Эта атака была поддержана другими британскими частями, сковывавшими противника и не дававшими ему перебросить подкрепления в район Газы. Атака британской пехоты на османский гарнизон с юга и юго-востока города встретила ожесточённое сопротивление. В то время как Австралийская конная дивизия продолжала сдерживать османские подкрепления, новозеландские части атаковала сектор Газа с севера; им удалось войти в город и захватить ряд ключевых позиций вокруг него. Однако позднее время суток, решимость оттоманских частей и угроза новых подкреплений, приближавшихся с севера и северо-востока, привели британское командование к принятии отступить. В литературе высказывалось предположение, что этот шаг сделал близкую победу общим поражением.

## Потери
Потери Великобритании составили 4000 человек: 523 убитых, 2932 раненых и более 512 пропавших без вести — в том числе пять офицеров и 241 солдат, которые, как позже выяснилось, попали в плен. Это были главным образом пехотинцы Уэльской 53-й дивизии и Эссекской 161-й бригады Восточно-Английской 54-й дивизии. Османская армия потеряла в общей сложности 2447 человек: из них 16 составляли убитые и раненые немцы и австрийцев, а также 41 пропавший без вести; 1370 османских солдат были убиты или ранены, а 1020 числились пропавшими без вести. По словам Ахмеда Джемаль-паши, османские потери составили менее 300 убитых, 750 раненых и 600 пропавших без вести. Новозеландские части потеряли шесть человек убитыми и 43 (или 46) ранеными при двух пропавших без вести, а австралийская дивизия потеряла 37 человек.

## Последствия
Британский генерал Арчибальд Мюррей и канадский генерал Чарльз Добель изобразили битву как свой успех: 28 марта Мюррей отправил сообщил в военное министерство, что его силы сражались с двадцатью тысячами османских солдат и причинили этим силам «большие потери». Добелл же написал, что «ещё двух часов хватило бы, чтобы закончить работу, столь великолепно выполненную войсками после периода тяжёлых испытаний и длительных маршей, а также — в боях с упорным противником».
Британская пресса сообщила о том, что битва была успешной для Империи, но османский самолёт сбросил на британские позиции сообщение: «Вы избили нас в коммюнике — но мы избили вас в Газе». В репортаже, опубликованном газетой Daily Telegraph, говорится, что 26 марта британские войска были задержаны почти до полудня плотным утренним туманом; в ходе этого ожидания они выпили большую часть своего дневного водного рациона — в результате чего у людей просто кончилась вода. Также добавлялось, что захват Газы не был целью операции.
Даллас, командовавшей 53-й валлийской дивизией, ушёл в отставку после битвы по официальной причине «расстройства здоровья». Если исходить из стандартов Западного фронта Первой мировой войны, то британское поражение было не очень большим и не стоило слишком больших потерь. Наступательная мощь сил Мюррея не была сломлена, и подготовка к возобновлению наступления началась практически сразу. Уже 17 апреля 1917 года началась Вторая битва за Газу.